# Vladlen Koltun
Vladlen Koltun (nacido en 1980) es un israelí-estadounidense científico de la computación e investigador de sistemas inteligentes. Actualmente se desempeña como científico distinguido en Apple Inc. Sus principales áreas de investigación son la inteligencia artificial, la visión artificial, el aprendizaje automático y el reconocimiento de patrones. También hizo una importante contribución a la robótica y la conducción autónoma.
Las contribuciones de Koltun a la investigación y publicaciones se encuentran en las áreas de redes neuronales convolucionales, realidad simulada, visión sintetizada, renderizado fotorrealista, simulación de vehículos urbanos autónomos, gráficos 3D por computadora, locomoción de robots, y maniobrabilidad de drones en entornos dinámicos. 
También es conocido por su trabajo sobre el sistema de mejora del fotorrealismo, y por el estudio crítico del índice de Hirsch, una métrica del trabajo de los científicos que es conocida en la comunidad.

## Primeros años y educación
Vladlen Koltun nació en 1980 en Kiev, Ucrania y creció en Israel. Completó su licenciatura en ciencias de la computación magna cum laude en la Universidad de Tel Aviv en 2000.
Continuó sus estudios en la universidad y terminó su doctorado con honores en informática en el 2002 con su tesis, "Arreglos en cuatro dimensiones y estructuras relacionadas"; su asesor de doctorado fue Micha Sharir. Luego terminó su pasantía postdoctoral bajo la supervisión de Christos Papadimitriou en la Universidad de California, Berkeley, donde realizó una investigación en informática teórica en 2002–2005.

## Carrera
Koltun se desempeñó como profesor asistente en la Universidad de Stanford de 2005 a 2013, donde impartió conferencias en las áreas de ciencias de la computación, gráficos por computadora y algoritmos geométricos. Durante su ejercicio en Stanford, supervisó a estudiantes de doctorado e investigadores postdoctorales. Mientras estaba en Stanford, Koltun recibió la Beca de Investigación Sloan y el Premio a la Carrera de la Fundación Nacional de Ciencias.
La investigación de Koltun en Stanford contribuyó al desarrollo de tecnología de modelado 3D basada en datos en colaboración con Siddhartha Chaudhuri. El trabajo de Chaudhuri junto con Koltun, Evangelos Kalogerakis y Leonidas Guibas resultó en una publicación SIGGRAPH en 2011. Como resultado, Mixamo obtuvo la licencia de la tecnología de Stanford y más tarde Adobe Inc. adquirió Mixamo y desarrolló aún más Adobe Fuse CC. Software de gráficos 3D por computadora en que permitía a los usuarios crear personajes en 3D. En 2014, Koltun se unió a Adobe para realizar investigaciones en informática visual con el enfoque principal en la reconstrucción tridimensional.
Koltun dejó Adobe para unirse a Intel, donde ocupó varios puestos hasta 2021 para los proyectos de I+D de la empresa para Sistemas Inteligentes. Desde agosto de 2021, Koltun se desempeña como científico distinguido en Apple Inc.

## Investigación
En Intel, Koltun contribuyó al desarrollo de simuladores de realidad virtual para conducción autónoma urbana, robots y drones, centrándose en técnicas de aprendizaje por refuerzo profundo con redes neuronales en entornos virtuales. Estas redes se sometieron a un aprendizaje de prueba y error en realidad virtual antes de ser transferidas a robots o drones para aplicaciones del mundo real. Este método se aplicó al robot ANYmal, una máquina cuadrúpeda con retroalimentación propioceptiva en el control de la locomoción.
Los estudios en el ámbito de la conducción autónoma urbana llevaron al grupo de Koltun a desarrollar el proyecto Car Learning to Act (CARLA) en 2017. Se trata de un simulador de código abierto, impulsado por el motor de juegos Unreal Engine, que puede utilizarse para probar tecnologías de conducción autónoma en entornos realistas con situaciones peligrosas aleatorias. El proyecto fue financiado por Intel Labs y el Instituto de Investigación de Toyota.
En 2020, inspirado en Google Cardboard, Koltun desarrolló OpenBot junto con el científico alemán Matthias Müller. Es una pila de software que transforma los teléfonos inteligentes Android en robots de cuatro ruedas capaces de navegar, rastrear objetos y evitar obstáculos. El robot cuenta con un chasis imprimible en 3D que alberga un controlador, LED, un soporte para teléfono inteligente y un cable USB. El software consta de la placa Arduino Nano, que une el teléfono inteligente con las tareas de accionamiento del motor y las baterías, y una aplicación de Android responsable de la integración de datos. El proyecto se lanzó como software de código abierto para aplicaciones relacionadas con robótica con el kit de desarrollo de software disponible en GitHub.
Koltun también contribuyó con avances en los campos de la síntesis y renderizado de vistas fotorrealistas 3D. En el 2021, utilizando su trabajo con otros investigadores de Intel, "Enhancing Photorealism Enhancement", se probó un sistema de mejora del fotorrealismo en "Grand Theft Auto 5".

## Crítica del índice de Hirsch
Koltun ha expresado su preocupación por la confiabilidad del índice h, destacando la inflación de sus valores debido a la prevalencia de múltiples coautorías en las comunidades científicas. Esta crítica fue presentada en colaboración con David Hafner.

## Algunas de sus publicaciones
- Richter, Stephan R.; Hassan Abu AlHaija; Koltun, Vladlen (2021). "Mejora del fotorrealismo". arXiv:2105,04619.

- Joonho Lee, Jemin Hwangbo, Lorenz Wellhausen, Vladlen Koltun, Marco Hutter; Aprendizaje de la locomoción cuadrúpeda sobre terrenos desafiantes, Robótica científica (2020)

- Elia Kaufmann, Antonio Loquercio, René Ranftl, Matthias Müller, Vladlen Koltun, Davide Scaramuzza; Acrobacias profundas con drones, Robotics: Science and Systems (2020)

- Manolis Savva, Abhishek Kadian, Oleksandr Maksymets, Yili Zhao, Erik Wijmans, Bhavana Jain, Julian Straub, Jia Liu, Vladlen Koltun, Jitendra Malik, Devi Parikh, Dhruv Batra; Habitat: Una plataforma para la investigación de la IA incorporada, Conferencia internacional sobre visión por computadora (2019)

- Chen Chen, Qifeng Chen, Jia Xu, Vladlen Koltun, Aprendiendo a ver en la oscuridad, visión por computadora y reconocimiento de patrones (CVPR, por su siglas en inglés), Salt Lake City, UT, junio de 2018

- Bai, Shaojie; Zico Kolter, J.; Koltun, Vladlen (2018). "Una evaluación empírica de redes convolucionales y recurrentes genéricas para el modelado de secuencias". arXiv:1803.01271.

- Zhou, Qian-Yi; Park, Jaesik; Koltun, Vladlen (2018). "Open3D: Una biblioteca moderna para el procesamiento de datos 3D". arXiv:1801.09847.

- Alexey Dosovitskiy, German Ros, Felipe Codevilla, Antonio López, Vladlen Koltun; CARLA: Un simulador de conducción urbana abierto, Conferencia sobre aprendizaje de robots (CoRL, por sus siglas en inglés) 2017

- F Yu, V Koltun; Agregación de contexto multiescala por convoluciones dilatadas, Conferencia internacional sobre representaciones de aprendizaje (ICLR, por sus siglas en inglés) 2016

- Stephan R. Richter, Vibhav Vineet, Stefan Roth, Vladlen Koltun; Jugando para datos: "Ground Truth from Computer Games", Conferencia Europea sobre Visión por Computador (ECCV, por sus siglas en inglés) 2016

- Sergey Levine, Vladlen Koltun; Búsqueda guiada de políticas, Conferencia internacional sobre aprendizaje automático (ICML, por sus siglas en inglés) 2013

- Philipp Krähenbühl, Vladlen Koltun; Inferencia eficiente en CRF completamente conectados con potenciales de borde gaussianos, Avances en sistemas de procesamiento de información neuronal (NIPS, por sus siglas en inglés) 2011